# Associazione Calcio Femminile Firenze 2008-2009
Questa voce raccoglie le informazioni riguardanti l'Associazione Calcio Femminile Firenze nelle competizioni ufficiali della stagione 2008-2009.

## Divise e sponsor
Le tenute di gioco ripropongono i colori della Fiorentina maschile, con tenuta casalinga completamente viola. Lo sponsor principale era Il Gioiello.
| Casa | Trasferta |

## Organigramma societario
Tratto dal sito Football.it.
Area amministrativa
- Presidente: Luciano Bagni
- Vice Presidente: Andrea Guagni
- Segretario Generale: Fabrizio Ceccarelli
- Team Manager: Franco Volpi

Area tecnica
- Allenatore: Francesco Ciolli
- Allenatore primavera: Mario Nicoli

## Rosa
Rosa e ruoli tratti dal sito Football.it.
| N. |                   | Ruolo | Calciatrice      |
| -- | ----------------- | ----- | ---------------- |
|    | Italia (bandiera) | P     | Ilaria Leoni     |
|    | Italia (bandiera) | D     | Eleonora Benucci |
|    | Italia (bandiera) | D     | Elena Bruno      |
|    | Italia (bandiera) | D     | Denise Giudice   |
|    | Italia (bandiera) | D     | Alia Guagni      |
|    | Italia (bandiera) | D     | Elena Linari     |
|    | Italia (bandiera) | D     | Chiara Perini    |
|    | Italia (bandiera) | D     | Martina Pitzus   |
|    | Italia (bandiera) | C     | Chiara Ballotti  |
|    | Italia (bandiera) | C     | Eleonora Binazzi |
|    | Italia (bandiera) | C     | Diletta Crespi   |
|    | Italia (bandiera) | C     | Lara Magni       |
|    | Italia (bandiera) | C     | Daria Nannelli   |

| N. |                   | Ruolo | Calciatrice               |
| -- | ----------------- | ----- | ------------------------- |
|    | Italia (bandiera) | C     | Giulia Orlandi            |
|    | Italia (bandiera) | C     | Simona Parrini            |
|    | Italia (bandiera) | C     | Serena Patu               |
|    | Italia (bandiera) | C     | Sofia Peruzzi             |
|    | Italia (bandiera) | C     | Claudia Donatella Puopolo |
|    | Italia (bandiera) | C     | Margherita Santedicola    |
|    | Italia (bandiera) | C     | Jenny Tabaku              |
|    | Italia (bandiera) | C     | Elena Togni               |
|    | Italia (bandiera) | C     | Francesca Vallo           |
|    | Italia (bandiera) | A     | Silvia Balloni            |
|    | Italia (bandiera) | A     | Giulia Bruci              |
|    | Italia (bandiera) | A     | Marta Varriale            |

## Risultati

### Serie A2

#### Girone di andata
| Arbitro: | Alfredo Pavone (Forlì) |

|          |           |  |
| Patu 44’ | Marcatori |  |

| Arbitro: | Andrea Morreale (Roma 1) |

|              |           |                      |
| Mortolini 5’ | Marcatori | 41’ Patu 60’ Orlandi |

| Arbitro: | Andrea Pannacci (Gubbio) |

|                         |           |                           |
| Nannelli 46’ Linari 79’ | Marcatori | 45’, 47’ Buttaccio Tardio |

| Arbitro: | Enrico Montanari (Ancona) |

|              |           |            |
| Dulbecco 81’ | Marcatori | 67’ Guagni |

| Arbitro: | Jacopo Tesi (Pistoia) |

|                                     |           |             |
| Patu 15’ Guagni 48’, 54’ Crespi 60’ | Marcatori | 39’ Pecchia |

| Arbitro: | Francesco Di Stefano (Brindisi) |

|               |           |  |
| Anaclerio 84’ | Marcatori |  |

| Arbitro: | Marco Renzini (Città di Castello) |

|                                                                      |           |            |
| Orlandi 1’ Crespi 9’, 24’, 61’ Guagni 11’, 36’ Bruci 20’ Parrini 88’ | Marcatori | 5’ Vitrano |

| Posillipo 18 gennaio 2009, ore 14:30 CET 11ª giornata                                                     | Napoli    | 1 – 6                                                       | Firenze |  |
| \| \| \| \| \| Granata 63’ \| Marcatori \| 3’, 54’ Patu 46’ Peruzzi 56’ Parrini 79’ Guagni 90+3’ Magni \| |           |                                                             |         |  |
| |           |                                                             |         |  |
| Granata 63’                                                                                               | Marcatori | 3’, 54’ Patu 46’ Peruzzi 56’ Parrini 79’ Guagni 90+3’ Magni |         |  |

#### Girone di ritorno
| Arbitro: | Antonio Turiano (Reggio Calabria) |

|              |           |             |
| Giuliano 44’ | Marcatori | 68’ Orlandi |

| Arbitro: | Riccardo Baldicchi (Città di Castello) |

|             |           |             |
| Parrini 49’ | Marcatori | 32’ Pugnali |

| Arbitro: | Antonio Eros Lacagnina (Caltanissetta) |

|                      |           |                        |
| Buttaccio Tardio 75’ | Marcatori | 40’ Peruzzi 57’ Guagni |

| Arbitro: | Marco Renzini (Città di Castello) |

|                                                                 |           |  |
| Guagni 2’ Parrini 8’ Orlandi 17’ Magni 35’ Patu 45’ Peruzzi 72’ | Marcatori |  |

| Arbitro: | Stefano Giovani (Grosseto) |

|  |           |                                                     |
|  | Marcatori | 3’, 25’, 68’ Guagni 30’ Peruzzi 31’ Magni 86’ Bruci |

| Arbitro: | Luca Narducci (Imola) |

|                                    |           |               |
| Guagni 30’, 47’, 62’, 72’ Patu 65’ | Marcatori | 42’ Pontrelli |

| Arbitro: | Antonio Eros Lacagnina (Caltanissetta) |

|          |           |                           |
| Piro 70’ | Marcatori | 29’ Bruci 65’, 75’ Guagni |

| Firenze 17 maggio 2009 22ª giornata                                                                                   | Firenze   | 8 – 1        | Napoli | Imp. sp. San Marcellino |
| \| \| \| \| \| Guagni 7’, 37’, 45’, 75’ Peruzzi 16’ Tabaku 71’ Magni 77’ Linari 90+1’ \| Marcatori \| 54’ Esposito \| |           |              |        |                         |
| |           |              |        |                         |
| Guagni 7’, 37’, 45’, 75’ Peruzzi 16’ Tabaku 71’ Magni 77’ Linari 90+1’                                                | Marcatori | 54’ Esposito |        |                         |

### Coppa Italia
| 7 settembre 2008, ore 15:00 CEST Prima fase, girone D, 1ª giornata | Pisa | 0 – 2 | Firenze |  |

| Firenze 14 settembre 2008, ore 15:00 CEST Prima fase, girone D, 2ª giornata | Firenze | 1 – 1 | E.D.P. Jesina | Imp. sp. San Marcellino |

| 21 settembre 2008, ore 15:00 CEST Prima fase, girone D, 3ª giornata | Grifo Perugia | 3 – 2 | Firenze |  |

| Firenze 28 settembre 2008, ore 15:00 CEST Prima fase, girone D, 4ª giornata | Firenze | 1 – 2 | Pisa | Imp. sp. San Marcellino |

| 11 gennaio 2009, ore 14:30 CET Prima fase, girone D, 5ª giornata | E.D.P. Jesina | 1 – 1 referto | Firenze |  |
| \| \| \| \| \| Cremonesi 46’ \| Marcatori \| 13’ Bruci \|        |               |               |         |  |
|                                                                  |               |               |         |  |
| Cremonesi 46’                                                    | Marcatori     | 13’ Bruci     |         |  |

| Firenze 19 aprile 2009, ore 15:00 CEST Prima fase, girone D, 6ª giornata | Firenze | 1 – 0 | Grifo Perugia | Imp. sp. San Marcellino |

## Statistiche

### Statistiche di squadra
| Competizione | Punti | In casa | In casa | In casa | In casa | In casa | In casa | In trasferta | In trasferta | In trasferta | In trasferta | In trasferta | In trasferta | Totale | Totale | Totale | Totale | Totale | Totale | DR  |
| Competizione | Punti | G       | V       | N       | P       | Gf      | Gs      | G            | V            | N            | P            | Gf           | Gs           | G      | V      | N      | P      | Gf     | Gs     | DR  |
| ------------ | ----- | ------- | ------- | ------- | ------- | ------- | ------- | ------------ | ------------ | ------------ | ------------ | ------------ | ------------ | ------ | ------ | ------ | ------ | ------ | ------ | --- |
| Serie A2     | 47    | 11      | 8       | 2       | 1       | 43      | 9       | 11           | 7            | 3            | 1            | 29           | 9            | 22     | 15     | 5      | 2      | 72     | 18     | +54 |
| Coppa Italia | -     | 3       | 1       | 1       | 1       | 3       | 3       | 3            | 1            | 1            | 1            | 5            | 4            | 6      | 2      | 2      | 2      | 8      | 7      | +1  |
| Totale       | -     | 14      | 9       | 3       | 2       | 46      | 12      | 14           | 8            | 4            | 2            | 34           | 13           | 28     | 17     | 7      | 4      | 80     | 25     | +55 |

### Statistiche delle giocatrici
| Giocatore      | Serie A2 | Serie A2 | Serie A2    | Serie A2   | Coppa Italia | Coppa Italia | Coppa Italia | Coppa Italia | Totale   | Totale | Totale      | Totale     |
| Giocatore      | Presenze | Reti     | Ammonizioni | Espulsioni | Presenze     | Reti         | Ammonizioni  | Espulsioni   | Presenze | Reti   | Ammonizioni | Espulsioni |
| -------------- | -------- | -------- | ----------- | ---------- | ------------ | ------------ | ------------ | ------------ | -------- | ------ | ----------- | ---------- |
| S. Balloni     | 9        | 0        | 0           | 0          | ?            | ?            | ?            | ?            | 9+       | 0+     | 0+          | 0+         |
| C. Ballotti    | 6        | 0        | 0           | 0          | ?            | ?            | ?            | ?            | 6+       | 0+     | 0+          | 0+         |
| E. Benucci     | 21       | 0        | 2           | 0          | ?            | ?            | ?            | ?            | 21+      | 0+     | 2+          | 0+         |
| E. Binazzi     | 14       | 2        | 0           | 1          | ?            | ?            | ?            | ?            | 14+      | 2+     | 0+          | 1+         |
| G. Bruci       | 13       | 3        | 2           | 0          | ?            | ?            | ?            | ?            | 13+      | 3+     | 2+          | 0+         |
| E. Bruno       | 22       | 0        | 2           | 0          | ?            | ?            | ?            | ?            | 22+      | 0+     | 2+          | 0+         |
| L. Casini      | 1        | 0        | 0           | 0          | ?            | ?            | ?            | ?            | 1+       | 0+     | 0+          | 0+         |
| D. Crespi      | 11       | 7        | 1           | 0          | ?            | ?            | ?            | ?            | 11+      | 7+     | 1+          | 0+         |
| D. Giudice     | 1        | 0        | 0           | 0          | ?            | ?            | ?            | ?            | 1+       | 0+     | 0+          | 0+         |
| A. Guagni      | 20       | 27       | 2           | 0          | ?            | ?            | ?            | ?            | 20+      | 27+    | 2+          | 0+         |
| I. Leoni       | 21       | -17      | 0           | 1          | ?            | ?            | ?            | ?            | 21+      | -17+   | 0+          | 1+         |
| E. Linari      | 19       | 2        | 2           | 0          | ?            | ?            | ?            | ?            | 19+      | 2+     | 2+          | 0+         |
| L. Magni       | 14       | 4        | 0           | 0          | ?            | ?            | ?            | ?            | 14+      | 4+     | 0+          | 0+         |
| D. Nannelli    | 7        | 1        | 1           | 0          | ?            | ?            | ?            | ?            | 7+       | 1+     | 1+          | 0+         |
| G. Orlandi     | 22       | 4        | 2           | 0          | ?            | ?            | ?            | ?            | 22+      | 4+     | 2+          | 0+         |
| S. Parrini     | 18       | 5        | 1           | 0          | ?            | ?            | ?            | ?            | 18+      | 5+     | 1+          | 0+         |
| S. Patu        | 22       | 11       | 2           | 0          | ?            | ?            | ?            | ?            | 22+      | 11+    | 2+          | 0+         |
| C. Perini      | 17       | 0        | 3           | 0          | ?            | ?            | ?            | ?            | 17+      | 0+     | 3+          | 0+         |
| S. Peruzzi     | 13       | 5        | 0           | 0          | ?            | ?            | ?            | ?            | 13+      | 5+     | 0+          | 0+         |
| M. Pitzus      | 18       | 0        | 2           | 0          | ?            | ?            | ?            | ?            | 18+      | 0+     | 2+          | 0+         |
| D. C. Puopolo  | 6        | 0        | 0           | 0          | ?            | ?            | ?            | ?            | 6+       | 0+     | 0+          | 0+         |
| M. Santedicola | 1        | 0        | 0           | 0          | ?            | ?            | ?            | ?            | 1+       | 0+     | 0+          | 0+         |
| J. Tabaku      | 1        | 1        | 0           | 0          | ?            | ?            | ?            | ?            | 1+       | 1+     | 0+          | 0+         |
| E. Togni       | 1        | 0        | 0           | 0          | ?            | ?            | ?            | ?            | 1+       | 0+     | 0+          | 0+         |
| A. Valgimigli  | 1        | -1       | 1           | 0          | ?            | ?            | ?            | ?            | 1+       | -1+    | 1+          | 0+         |
| F. Vallo       | 2        | 0        | 0           | 0          | ?            | ?            | ?            | ?            | 2+       | 0+     | 0+          | 0+         |
| M. Varriale    | 1        | 0        | 0           | 0          | ?            | ?            | ?            | ?            | 1+       | 0+     | 0+          | 0+         |